# データキューブ
データキューブ（Data Cube）とは、プログラミングにおいて三次元（以上の）配列に格納されたデータであり、時系列の画像データを表していることが多い。画像がカラーであれば配列は四次元であることが多く、画像のX座標、Y座標、時刻、RGBカラープレーンがそれぞれの次元に対応する。多くの高級言語ではデータキューブや高次元配列を内容に関わらずひとつのものとして扱うことができる。そのような言語としてはAPL、IDL、Numerical Python、Perl Data Language があり、プログラマは動画データなどを線型代数学とベクトル算術を使用して簡単に処理することができる。一部の言語（Perl Data Language など）では画像のリストとデータキューブを明確に区別しているが、多くの場合区別はない。
Oracle 9i と Microsoft SQL Server 2000 および 2005 では、データキューブを作成してOLAP操作を行うことができる。
3階のテンソルはデータキューブとして表現できる可能性がある。